# خريج (إيران)
خريج (بالفارسية: خریج) هي قرية تقع في قسم رادكان الريفي (مقاطعة تشناران) في إيران. يقدر عدد سكانها بـ 422 نسمة بحسب إحصاء 2016.